# Сан-Дієго (військово-морська база)
Військово-морська база Сан-Дієго (англ. Naval Base San Diego) — військово-морська база військово-морських сил США, що розташована в Сан-Дієго, штат Каліфорнія, також відома як Військово-морська станція 32-ї вулиці, є другою за величиною базою надводних кораблів ВМС США. Військово-морська база Сан-Дієго є основним портом приписки Тихоокеанського флоту, на ній базується понад 50 кораблів і понад 150 команд-орендарів. База складається з 13 пірсів, що простягаються на 1600 акрів (650 га) землі та 326 акрів (132 га) води. Загальна чисельність бази становить понад 24 000 військовослужбовців і понад 10 000 цивільних.
Власність, на якій зараз розташована військово-морська база Сан-Дієго (NBSD), була передана уряду США містом Сан-Дієго в 1919 році для будівництва інсталяції для доків і ремонту флоту та введена в експлуатацію в 1922 році. Власність на момент придбання складалася з 21 акра води та 77,2 кв. гектарів землі, причому перші здебільшого належали до припливів і боліт. Після Другої світової війни назву ремонтної бази змінили на військово-морський пункт базування Сан-Дієго. Інсталяція була розширена для підтримки кораблів Тихоокеанського флоту. У 90-х роках військово-морський пункт базування Сан-Дієго став військово-морською базою Сан-Дієго після перегрупування призначених командувачів регіону, включаючи Південно-Західний регіон ВМС.

## Галерея

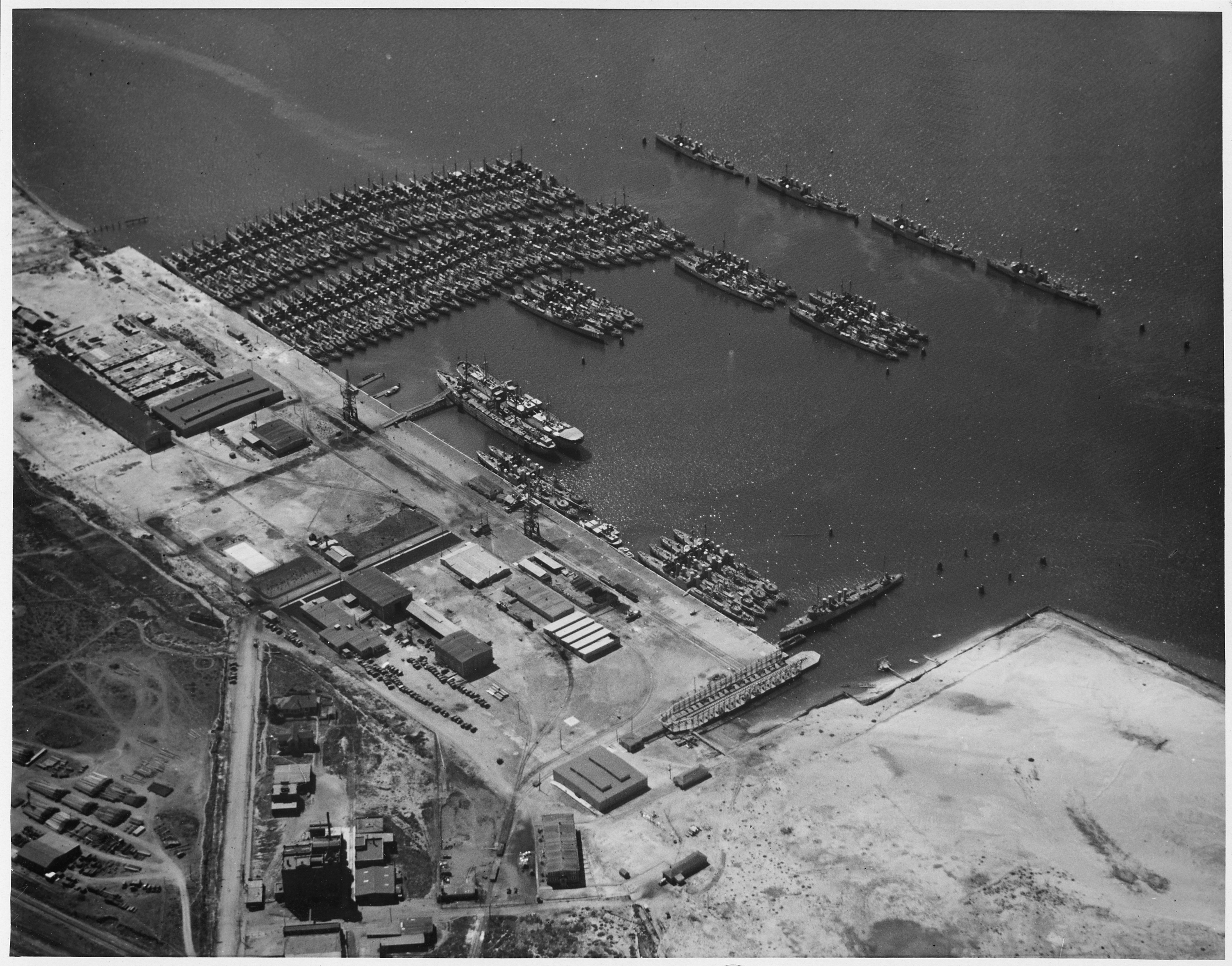
Зосередження американських есмінців на базі. 10 вересня 1924
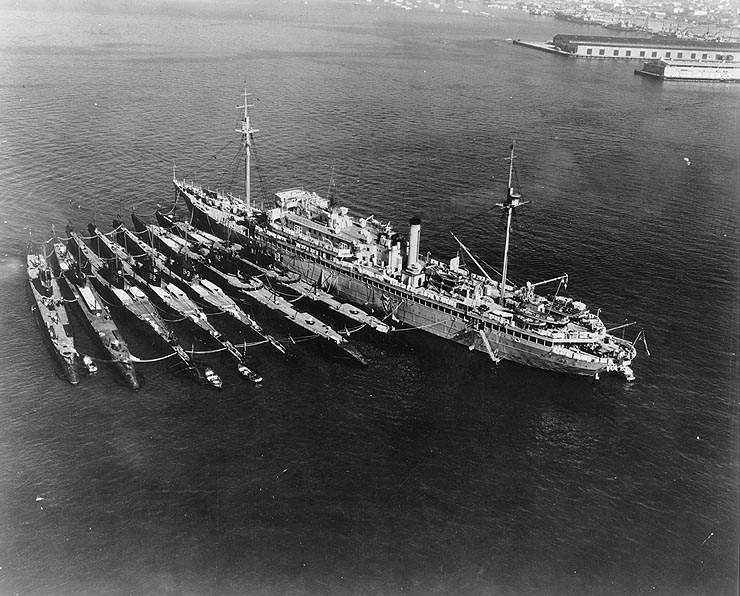
Плавуча база підводних човнів «Голланд» разом із сьома ПЧ[Прим. 1]. 24 грудня 1934
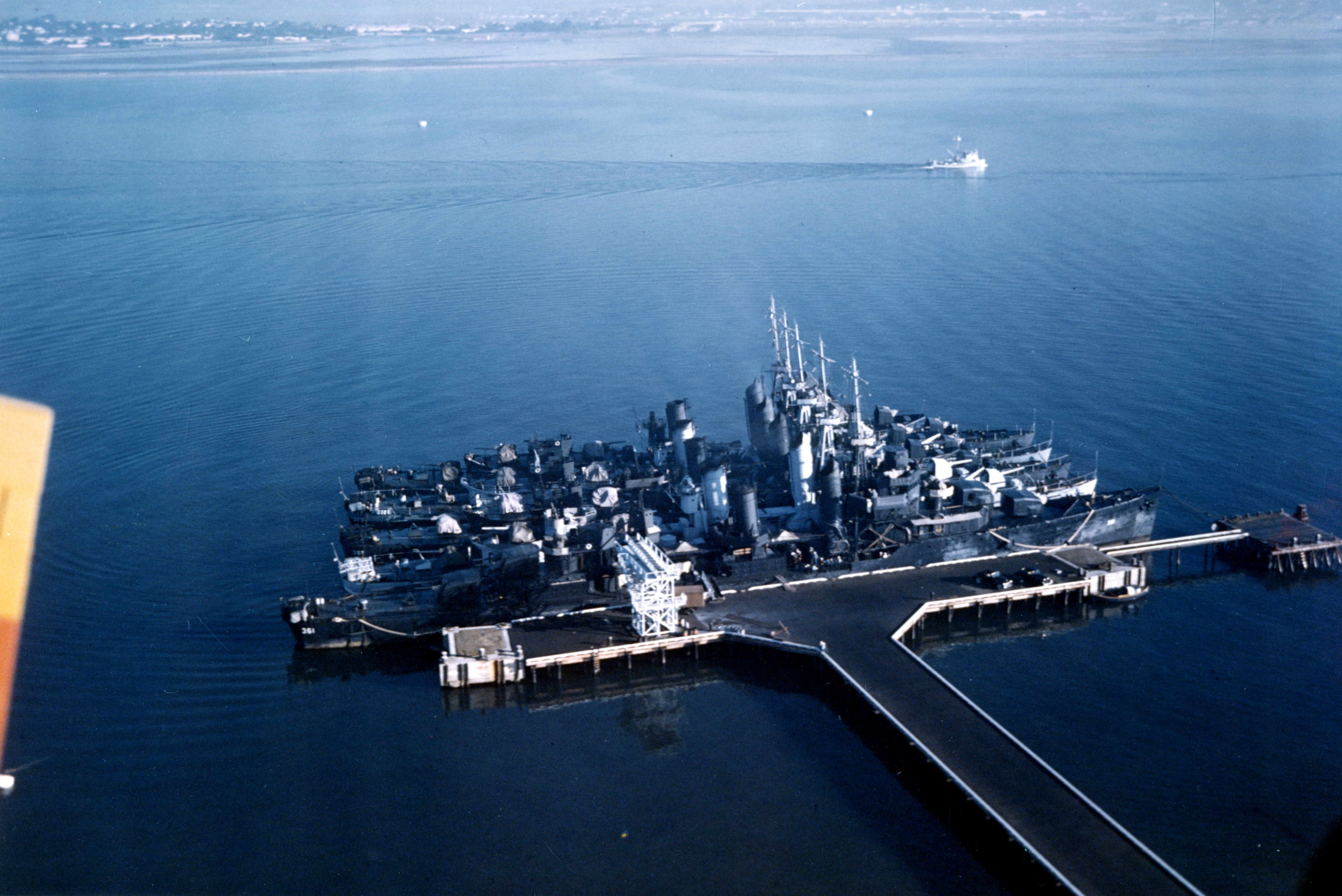
Есмінці[Прим. 2] 6-ї дивізії есмінців на базі Сан-Дієго. Жовтень 1941
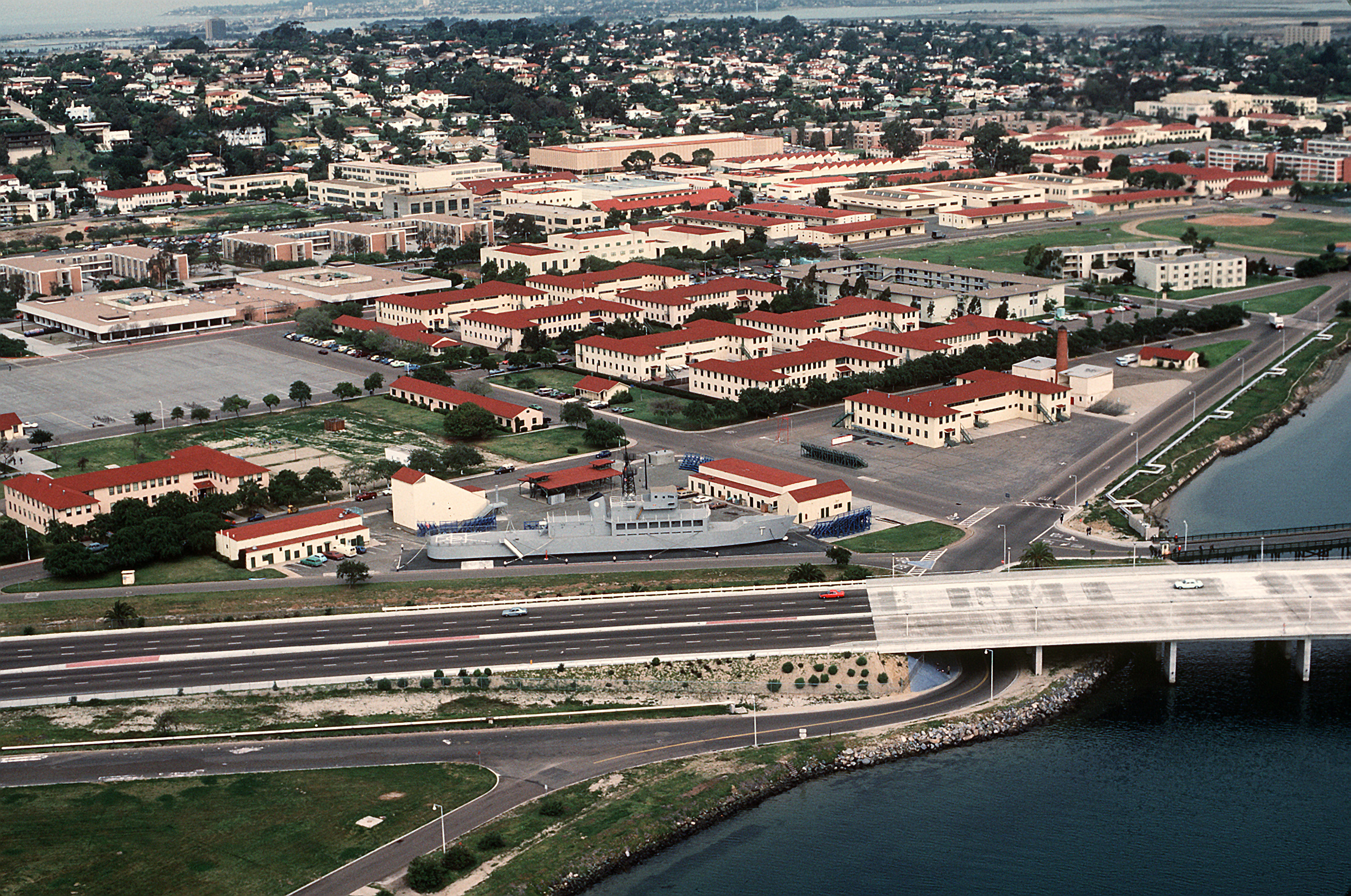
Навчальний центр підготовки рекрутів на базі Сан-Дієго. 9 березня 1982
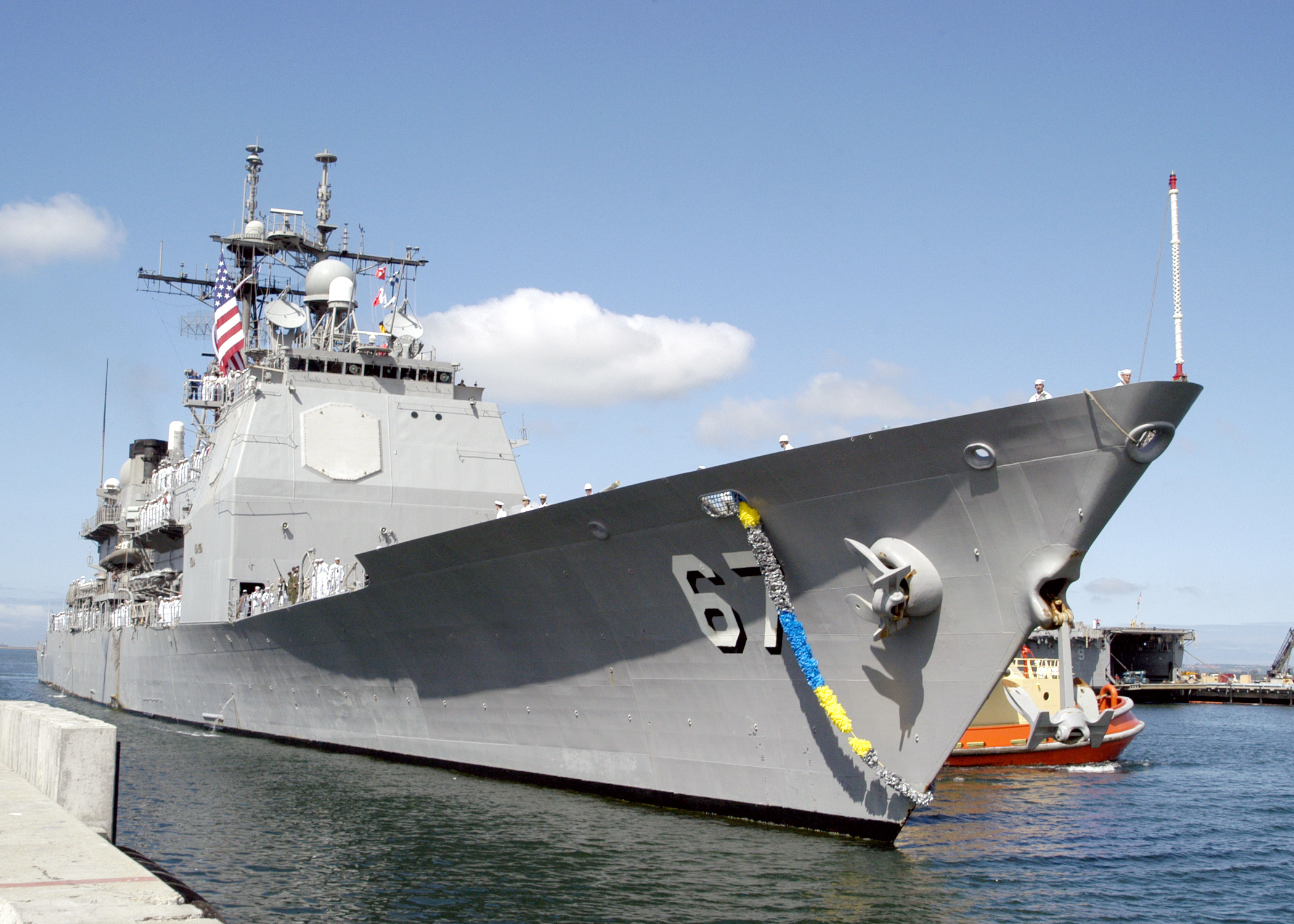
Ракетний крейсер «Шило» швартується біля пірса на базі. 25 квітня 2003
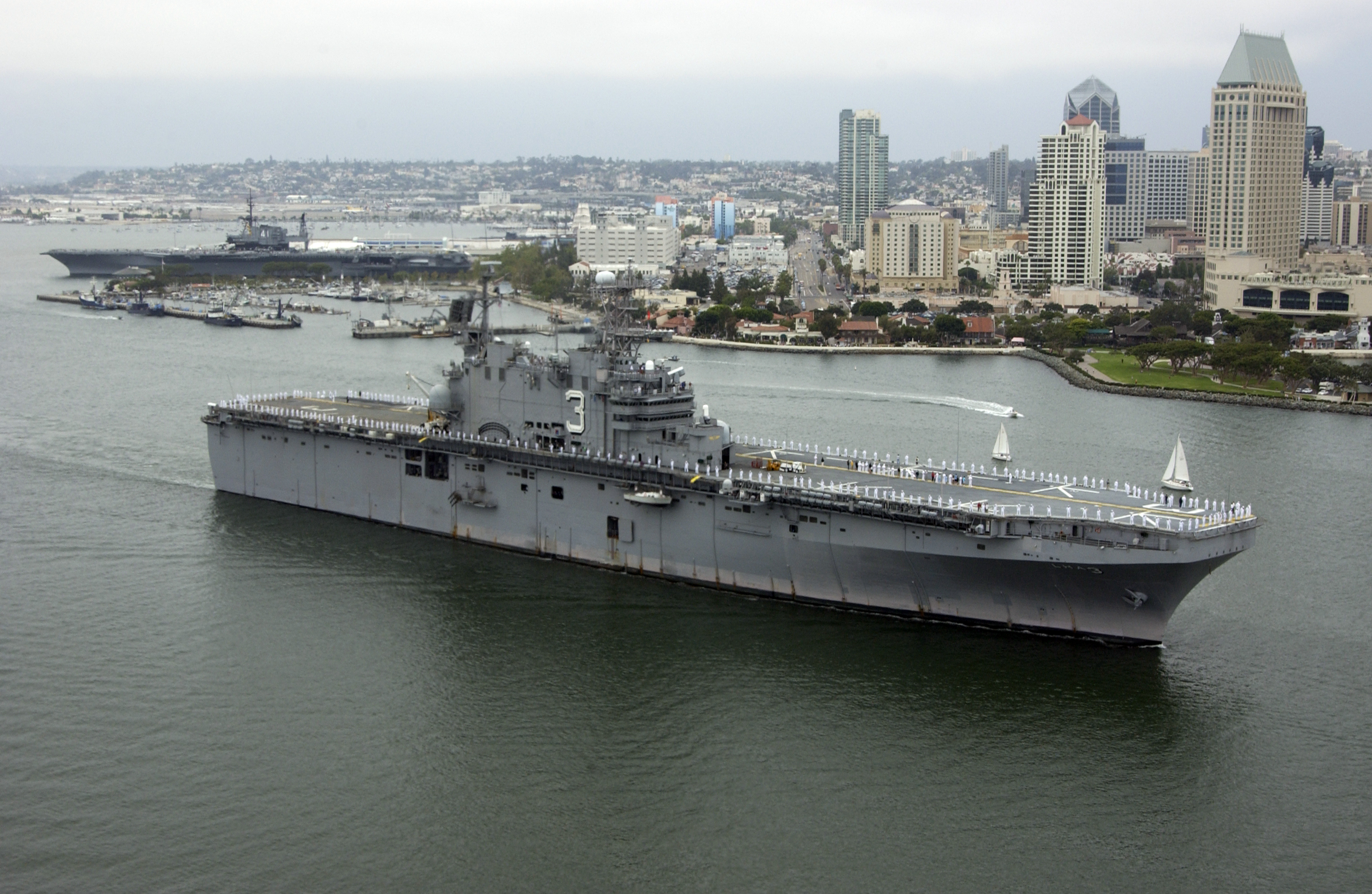
Універсальний десантний корабель типу «Тарава» «Белло Вуд» у гавані Сан-Дієго завершує свій останній рейс після 27 років служби. 11 липня 2005
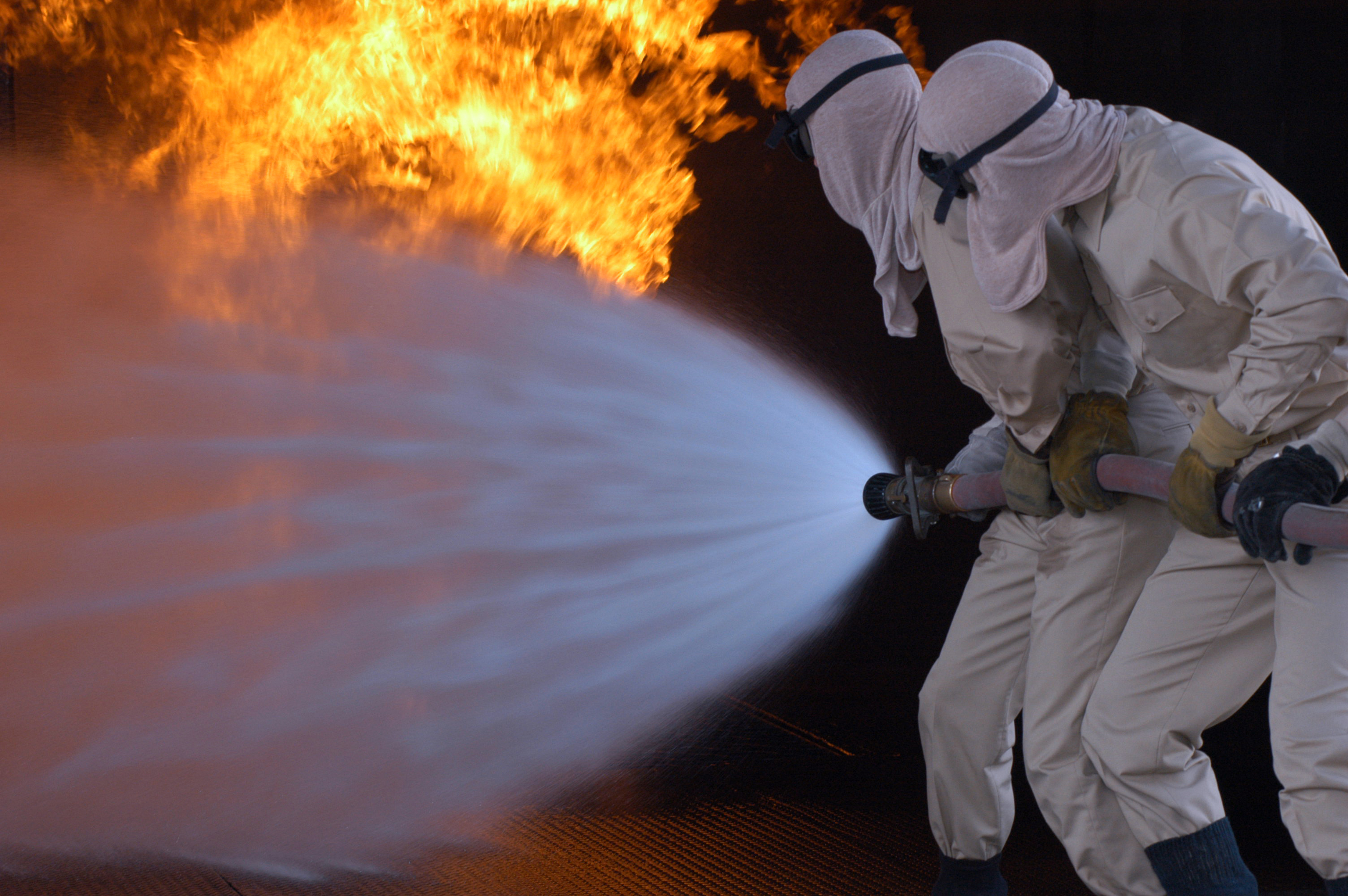
Тренування екіпажів з протипожежної підготовки на спеціальних курсах. 18 липня 2005
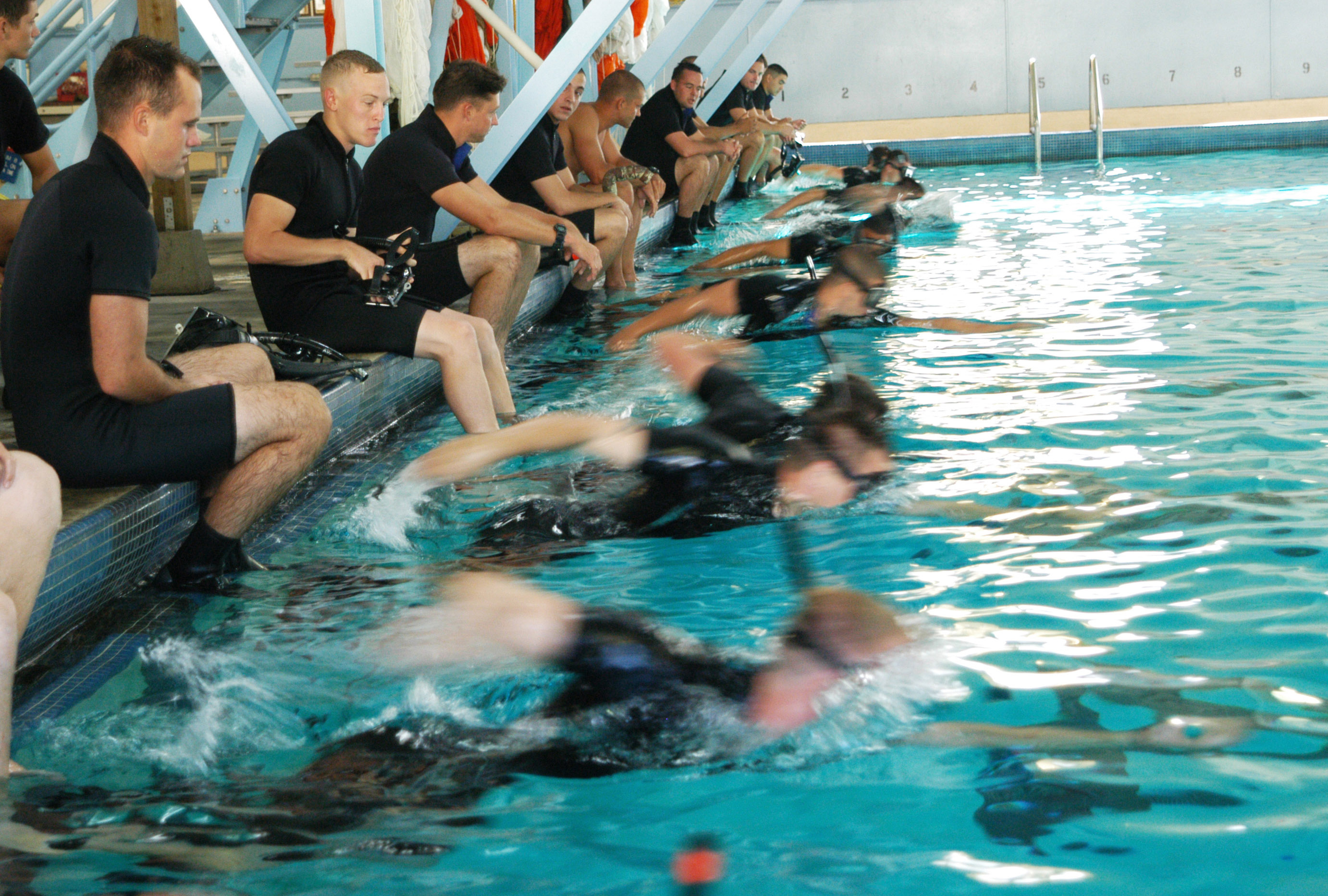
Навчання плавання команд флотських пошуково-рятувальних операцій. 23 серпня 2006
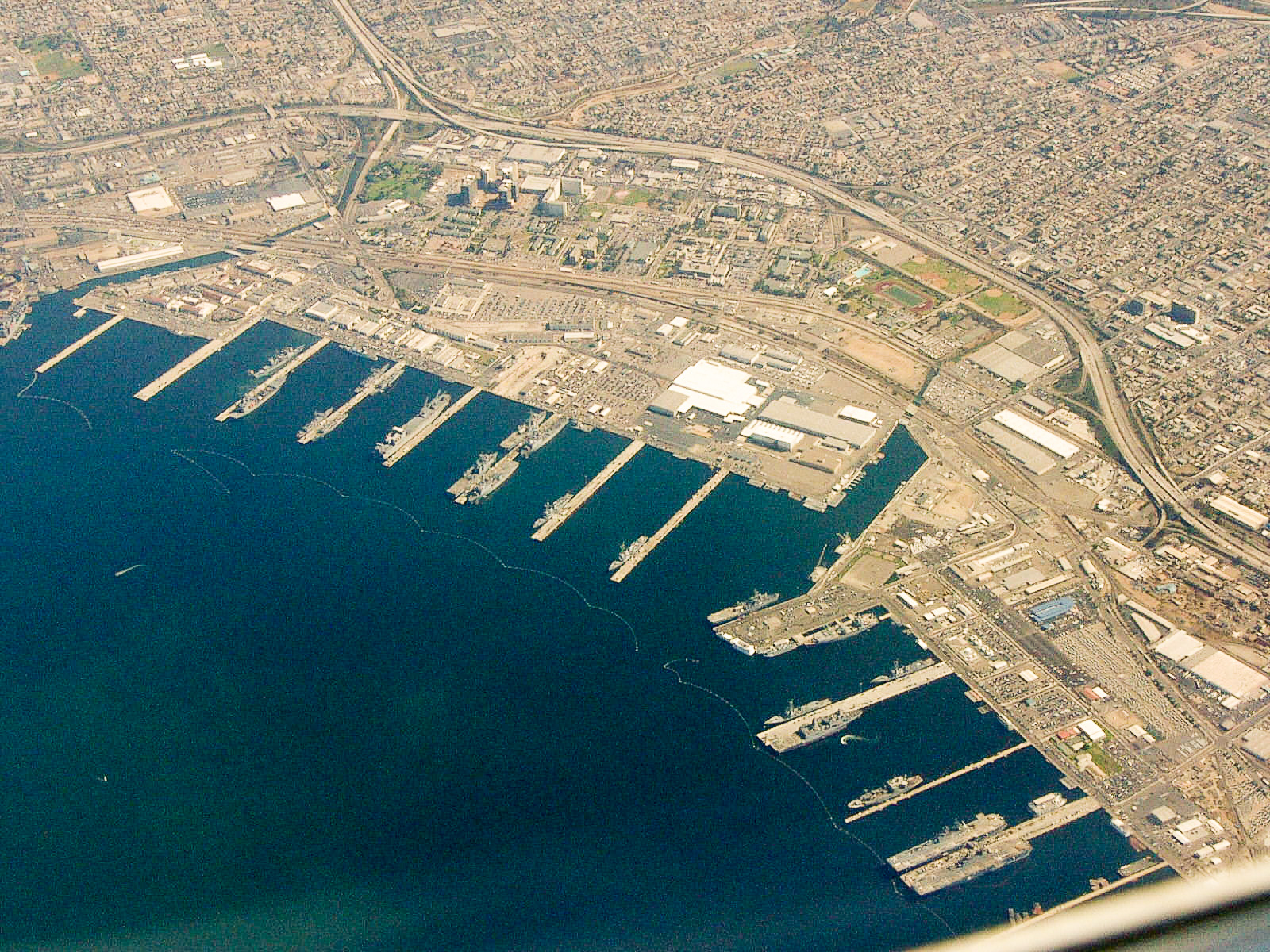
Вид на військово-морську базу Сан-Дієго з висоти пташиного польоту з борту комерційного літака. 11 серпня 2008
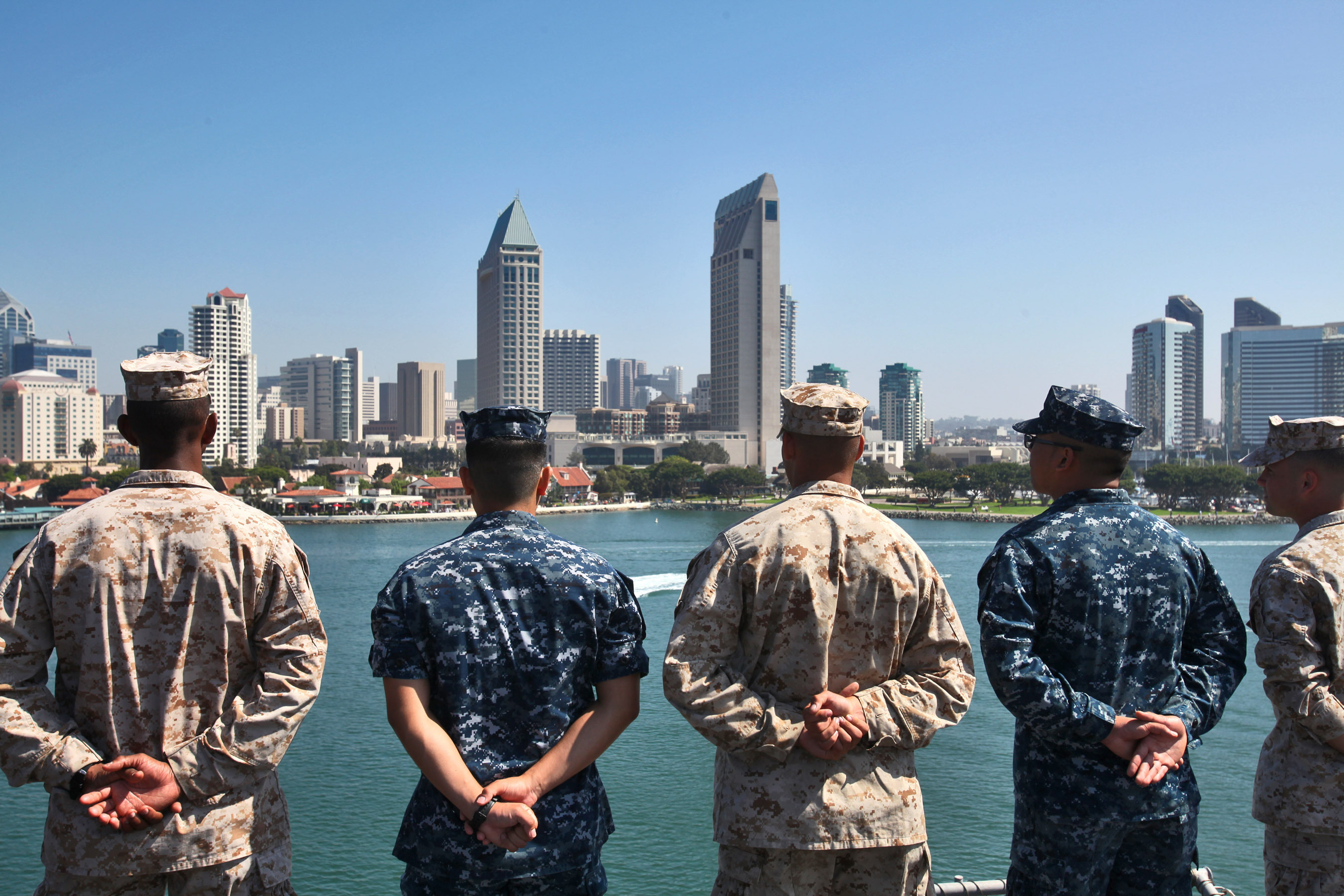
Моряки та морські піхотинці під час виходу в бойовий похід з ВМБ Сан-Дієго на борту універсального десантного корабля типу «Тарава» «Пелелю». 17 вересня 2012
Урочиста церемонія зміни командування на борту атомного авіаносця «Рональд Рейган». 13 серпня 2013
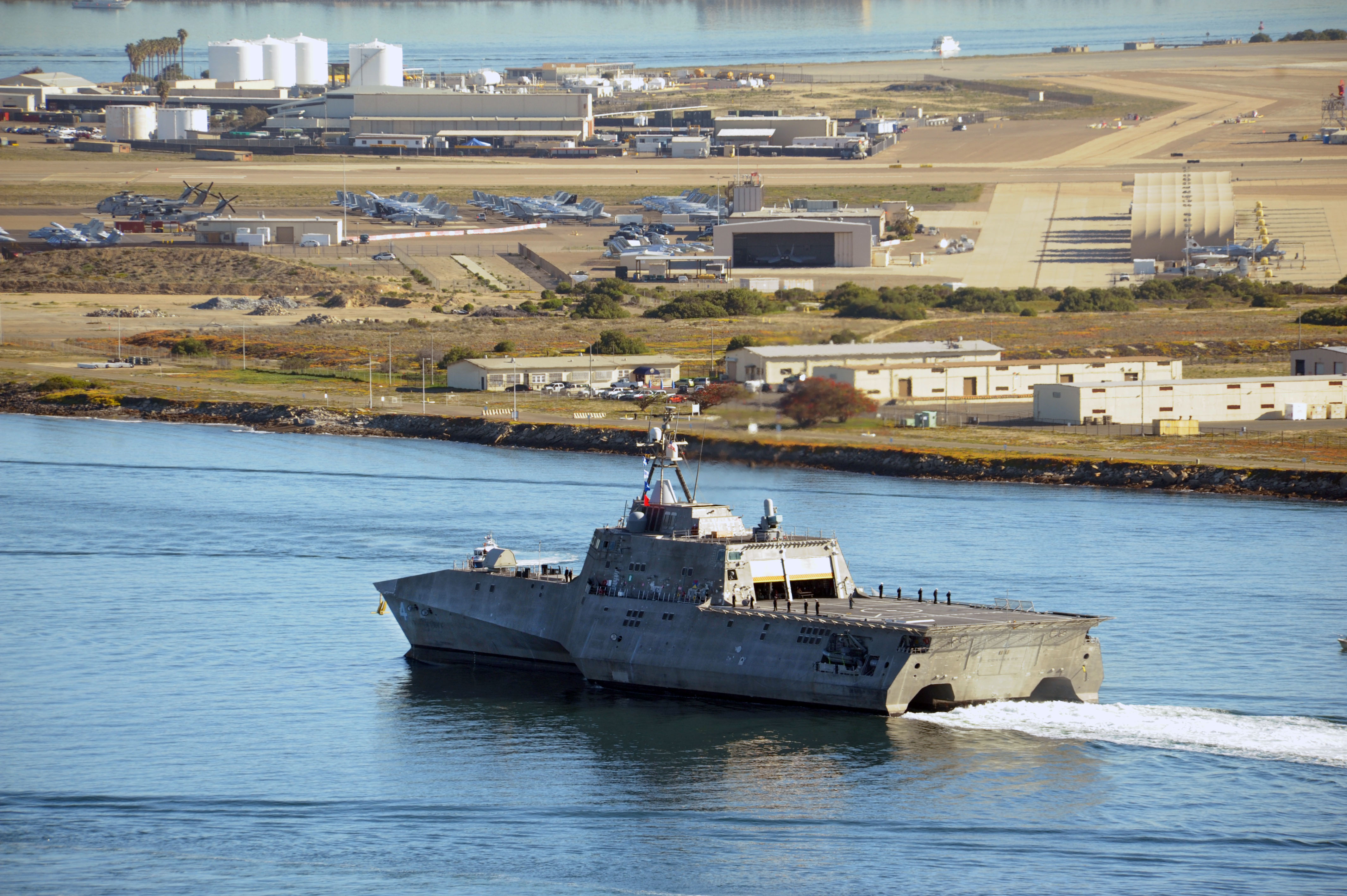
Повернення після навчань «Коронадо» на базу. 10 березня 2014
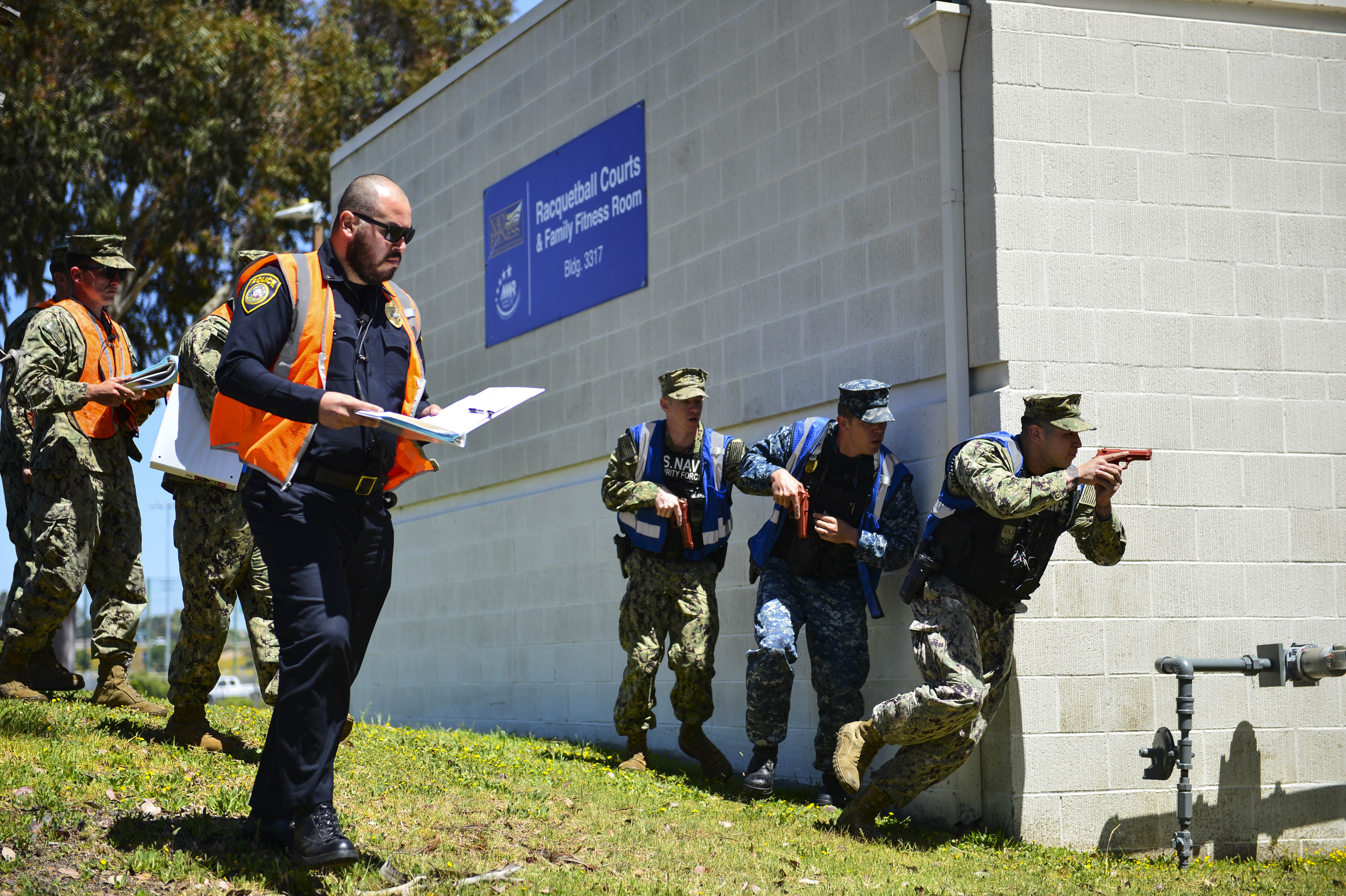
Тренування особового складу гарнізону з відбиття ворожого нападу на базу. 17 квітня 2019
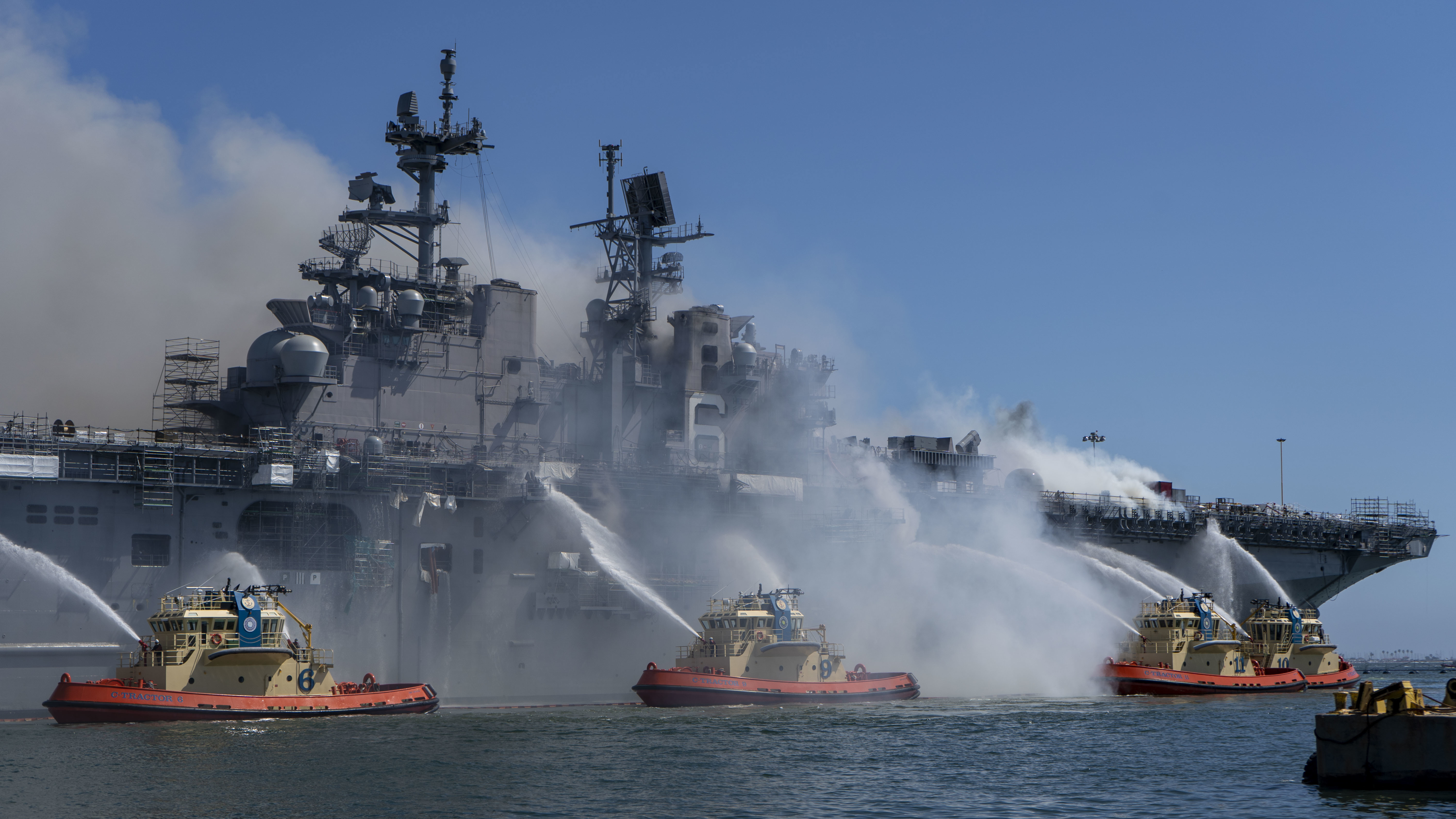
Гасіння пожежі на борту універсального десантного корабля типу «Восп» «Боном Річард» на території бази. 12 липня 2020

## Кораблі, що базуються на ВМБ Сан-Дієго
- Універсальні десантні кораблі типу «Восп»
  - «Ессекс»
  - «Боксер»
  - «Мейкін Айленд»
- Універсальні десантні кораблі типу «Америка»
  - «Триполі»
- Десантні транспорти-доки типу «Сан-Антоніо»
  - «Сан-Дієго»
  - «Анкорідж»
  - «Сомерсет»
  - «Джон Мурта»
  - «Портленд»
- Десантні транспорти-доки типу «Відбі Айленд»
  - «Комсток»
- Десантні кораблі-доки типу «Гарперс Феррі»
  - «Гарперс Феррі»
  - «Перл-Гарбор»
- Ракетні крейсери типу «Тікондерога»
  - «Банкер-Гілл»
  - «Мобайл-Бей»
  - «Лейк-Шамплейн»
  - «Принстон»
  - «Каупенс»
  - «Чосін»
  - «Лейк Ері»
  - «Кейп Сент-Джордж»
- Ескадрені міноносці типу «Арлі Берк»
  - «Рассел»
  - «Пол Гамільтон»
  - «Фіцджеральд»
  - «Стетгем»
  - «Декатур»
  - «О'Кейн»
  - «Прібл»
  - «Мастін»
  - «Пінкні»
  - «Стеретт»
  - «Стокдейл»
  - «Спрюенс»
- Ескадрені міноносці типу «Зумвольт»
  - «Зумвольт»
  - «Майкл Мансур»
- Бойові кораблі прибережної зони типу «Фрідом»
  - «Форт-Верт»
- Бойові кораблі прибережної зони типу «Індепенденс»
  - «Джексон»
  - «Монтгомері»
  - «Габріель Гіффордс»
  - «Омаха»
  - «Манчестер»
  - «Талса»
  - «Чарлстон»
  - «Синсинаті»
  - «Канзас-Сіті»
  - «Окленд»
  - «Мобіл»
- «Мерсі»